# The Food Wife
«The Food Wife» (укр. «Дружина-гурманка») — п'ята серія двадцять третього сезону мультсеріалу «Сімпсони», прем'єра якої відбулась 13 листопада 2011 року у США на телеканалі «Fox».

## Сюжет
Гомер веде Барта та Лісу, на конвенцію з відеоігор під час суботи сюрпризів від Гомера. Повернувшись додому, Мардж переживає, що Гомер стає «веселим татом», в той час, коли з дітьми вона займається нецікавими справами.
Наступної суботи вона вирішує взяти дітей на з'їзд «X-Games», думаючи, що це буде щось веселе. Однак, коли вони прибувають, вони з розчаруванням дізнаються, що це «Ігри хреста» — виставка християнської громади. Це не звеселяє, а лише обурює Барта і Лісу.
На зворотному шляху додому автомобіль Мардж глохне. Вони змушені зупинитися в районі Малої Ефіопії, де заходять у ресторан, де подають ефіопські страви. Спочатку Мардж не подобається екзотична їжа, але діти їй нагадують, що вона хоче бути «веселою мамою», тому вона просить найбільш автентичну страву для неї та дітей. Утрьох вони насолоджуються їжею, до них приєднується група гурманів, які розповідають про свої харчові пригоди.
Вдома, після безуспішної спроби переконати Гомера спробувати ефіопську страву, Мардж, Барт та Ліса створюють свій блог про їжу під назвою «The Three Mouthketeers» (укр. «Три мушкетери-гастрономери»). Блог швидко стає популярним, і вони проводять багато часу разом, випробовуючи нові продукти та пишучи про них.
Коли «гастрономери» отримують запрошення в ексклюзивний ресторан молекулярної кухні «Ель-Хімія». Коли Гомер злиться через те, що його залишили, Мардж запрошує його з жалості. Гомер планує повернути собі титул «веселого тата», через що Мардж турбується про втрату своєї нової зв'язку з дітьми.
Наступного дня попри ентузіазм дітей, Мардж навмисно дає Гомеру неправильну адресу ресторану. Вона безуспішно намагається переконати їх, що вона просто хоче одну ніч, щоб він нічого не зіпсував. Барт і Ліза не переконані. Вони згадують, що вона робить ту саму помилку, що і він, залишивши його поза сімейним вечора і пробуючи нову їжу.
У той час, коли Мардж та діти прибувають до «Ель-Хімії», Гомер прибуває до нелегальної нарколабораторії, яка, на його думку, і є справжнім рестораном «молекулярної кухні». Коли він збирається «скуштувати» мет, поліція накриває лабораторію, через що розпочинається перестрілка.
Тим часом «гастрономери» на іншому боці вулиці Мардж відчуває провину за неправильне спрямування Гомера і отримує від нього повідомлення про допомогу. Після невдалого прохання інших гурманів допомогти врятувати її чоловіка, вона з дітьми залишають ресторан, отримавши від шеф-кухаря подарункові пакети. Після прибуття Мардж кидає яблучний пиріг у рот наркодиллера, з допомогою чого поліція захоплює його.
Мардж вибачається перед Гомером, і вони вирішують відтепер розважатися цілою родиною. У «Крастіленді» Гомер дає дітям 50 доларів, щоб якісно провести час із Мардж.

## Виробництво
Серія стала першою для Метта Селмана, сценариста епізода, як виконавчого продюсера.
За словами Селмана, серія в основному обертається навколо Гомера і Мардж, які змагаються між собою щодо того, кого Барт і Ліса сприймають як найвеселішого. На його думку, у цій ситуації батьки у реальному житті можуть ототожнювати себе з персонажами.
Селман вважає сильним в епізоді той факт, що, незважаючи на любов Гомера до їжі, Гомер не стає гурманом, як можна було очікувати. Він пояснив, що це тому, що, хоча Гомер і любить їсти, «він звичайний робочий, який не любить іноземну їжу, дивну їжу, смакувати їжу, інтелектуальну їжу, вести блоги про неї, фотографувати її — він просто хоче весь час набивати черево».
Американський шеф-кухар Ентоні Бурден зіграв у цій серії самого себе. Селман хотів його в шоу, тому що був його великим шанувальником, і вважав, що він Мардж сподобалася б йому. Сцену Бурдена було обрізано, тому що епізод виявився занадто довгим. В інтерв'ю «Squid Ink» Селман зауважив, що через це «персонаж поганого хлопчика не було вивчено до кінця».
На запитання видання «Digital Spy» про появу у серії шеф-кухар Гордон Рамзі відповів, що «він виріс, дивлячись „Сімпсонів“ і йому подобається люблю, що вони — гурмани», а також пожартував, що «йому варто було пообіцяти Мардж місце на „МастерШеф“».
Метт Селман бажав, щоб шеф-кухар Маріо Баталі мав більше однієї репліки, але визнав, що «просто не можна вмістити все у 21-хвилинне шоу».

## Цікаві факти і культурні відсилання
- На початку серії Гомер, Барт та Ліса відвідують конвенцію відеоігор «Expensive Electronic Entertainment Expo» (E4) (укр. «Електронні розваги»), що є відсиланням на конвенцію «Electronic Entertainment Expo» (E3).
  - На виставці є пародії на наступні відеоігри: «God of War», «Assassin's Creed», «Half-Life», «BioShock», «Call of Duty», «Dig Dug», «Driver: San Francisco», «Halo», «Lego Гаррі Поттер: роки 1—4», «Lego Star Wars», «Medal of Honor», «Madden NFL», «Q*bert», «Resident Evil: Revelations», «Shaun White Snowboarding» і «Rayman Origins»[5].

## Ставлення критиків і глядачів
Під час прем'єри серію переглянули 7,5 млн осіб з рейтингом 3.4, що зробило її найпопулярнішим шоу на каналі «Fox» тієї ночі.
Гейден Чайлдс з «The A.V. Club» дав серії оцінку B+, сказавши, що «найкраще в цій серії — це те, що вона не намагається набити якусь дивовижну механіку сюжету чи нехарактерні моменти персонажів у горло глядачів. Він дотримується основ: сімейна динаміка в поєднанні зі знущанням над все ще актуальними трендами. Я кажу „все ще актуальними“, тому що у продовольчих блогів трохи пройшов термін придатності, однак я не думаю, що [автори] переборщили».
Водночас Джош Гаррісон з «Ology» дав серії оцінку 8/10, прокоментувавши, що серія є «певним ударом для парканів, і, на його думку, вона повністю потрапляє в ціль».
Згідно з голосуванням на сайті The NoHomers Club більшість фанатів оцінили серію на 5/5 із середньою оцінкою 3,7/5.